# Eressa subaurata
Eressa subaurata là một loài bướm đêm thuộc phân họ Arctiinae, họ Erebidae.